# Hugo (Oregon)
Hugo (korábban Gravel Pit) az Amerikai Egyesült Államok északnyugati részén, Oregon állam Josephine megyéjében elhelyezkedő önkormányzat nélküli település.
A baptista templom szerepel a történelmi helyek jegyzékében.